# Partherkriege

Die beiden Großreiche der Römer und der Parther als Nachbarn im Jahr 200

Als Partherkriege werden die militärischen Konflikte zwischen dem um das Mittelmeer gelegenen Römischen Reich und dem in Mesopotamien und dem iranischen Hochland gelegenen Partherreich der Arsakiden zwischen dem späten 1. Jahrhundert v. Chr. und dem frühen 3. Jahrhundert n. Chr. bezeichnet.
In fast allen Partherkriegen ging die Aggression vor allem von römischer Seite aus. Die ersten Partherkriege im 1. Jahrhundert v. Chr. resultierten aus der expansiven Außenpolitik im Rahmen der damaligen innerrömischen Machtkämpfe und führten zum 53 v. Chr. katastrophal gescheiterten Feldzug des Marcus Licinius Crassus und 36 v. Chr. zum abgebrochenen Partherfeldzug des Marcus Antonius. Auslöser der meisten folgenden Partherkriege war der Status von Armenien, das zwischen beiden Großmächten umstritten war. Der Vertrag von Rhandeia im Jahr 63 n. Chr. etablierte eine Nebenlinie des parthischen Königshauses der Arsakiden in Armenien, das nun aber formal unter römischer Oberherrschaft stand. Trajan nutzte die Absetzung des von Rom geduldeten armenischen Königs Axidares als Vorwand für seinen Partherfeldzug (114 bis 117). Dieser verlief zwar anfangs sehr erfolgreich mit großen Eroberungen, die sich aber ab 116 als nicht haltbar erwiesen, so dass Rom nach Trajans Tod die Gebiete im Osten aufgeben musste. Der sogenannte Partherkrieg des Lucius Verus von 161/62 bis 166 resultierte offenbar aus dem parthischen Versuch, Armenien vollständig unter Kontrolle zu bringen, was aber mit einer schweren Niederlage für die Arsakiden endete. Die beiden Partherfeldzüge des Septimius Severus in den Jahren 195 und 197/198 waren begrenzte Militäroperationen, die erfolgreich verliefen, wobei die Römer wie so oft von innerparthischen Unruhen profitierten. Anschließend wurde Nordmesopotamien Teil des Römischen Reiches. Der geplante Partherfeldzug Caracallas 216/17 hatte offenbar großräumige Eroberungen zum Ziel, der Feldzug hatte zum Zeitpunkt von Caracallas Ermordung aber noch nicht wirklich begonnen. Caracallas Nachfolger Macrinus erlitt dann 218 eine schwere Niederlage gegen die Parther.
Nach dem Sturz der Parther 224 bzw. 226 n. Chr. setzten sich die militärischen Auseinandersetzungen zwischen Rom bzw. Ostrom und dem Sassanidenreich noch bis ins 7. Jahrhundert fort (siehe Römisch-Persische Kriege).

## Ausgangslage und Konflikte im 1. Jahrhundert v. Chr.

### Die römisch-parthischen Kontakte bis zum Feldzug des Crassus

Der Vordere Orient um 100 v. Chr.

Seit der Errichtung der Provinz Syria 64/63 v. Chr. aus den spärlichen Überresten des Seleukidenreichs teilten sich Rom und das Partherreich eine direkte Grenze. Die Beziehungen zwischen beiden Reichen waren von Beginn an spannungsreich, zumal sie im armenisch-mesopotamischen Grenzraum jeweils eigene Interessen verfolgten. Vor allem das Königreich Armenien, das in der Antike wesentlich größer war als der heutige Staat und bis 12 n. Chr. von den Artaxiden regiert wurde, sollte zwischen Rom und dem Partherreich sowie später noch zwischen Rom und den Sassaniden ein ständiger Zankapfel bleiben. In diesem Zusammenhang kam erschwerend hinzu, dass der armenische Adel eine vergleichsweise starke Stellung gegenüber dem Königtum genoss und ein Teil zu Rom, ein anderer zu Parthien bzw. später Persien tendierte. Hinzu kamen handelspolitische Interessen, da der syrisch-mesopotamische Raum einen Endpunkt des antiken Indienhandels über Land darstellte, der hochwertige und kostbare Waren umfasste, wobei unter anderem Palmyra von Bedeutung war. Zwischen Rom und Parthien lagen des Weiteren verschiedene Kleinkönigreiche in Mesopotamien (wie beispielsweise Osrhoene und Kommagene, hinzu kamen parthische Vasallenreiche wie die Charakene), die auch in den folgenden Konflikten eine Rolle spielten.
Dennoch wurden, beginnend 92 v. Chr. (bzw. nach neuerer Datierung bereits 96 v. Chr.), verschiedene Verträge mit den Partherkönigen geschlossen, um das zwischenstaatliche Verhältnis so gut wie möglich zu regeln. Für diese frühen Kontakte ist die Quellenlage allerdings besonders ungünstig und wenig eindeutig, so dass viele Details umstritten sind. Den Anfang hatte Lucius Cornelius Sulla Felix gemacht, als er Ariobarzanes I. auf den Thron von Kappadokien wiedereinsetzte, der sich im Konflikt mit Tigranes II. von Armenien und Mithridates VI. von Pontos befand. In diesem Zusammenhang kam es auch zu einem Treffen mit einer von Mithridates II. entsandten parthischen Delegation, das angespannt verlief. Aufgrund der Quellenlage ist unklar, ob ein regelrechter Vertrag, über ein Freundschaftsversprechen (amicitia) hinaus, abgeschlossen wurde. Es mag aber der Euphrat als Grenze der jeweiligen Interessensphäre anerkannt worden sein.
Es folgten Kontakte unter Lucullus um 70 v. Chr., die vor allem in den Kontext der Mithridatischen Kriege gegen Mithridates VI. von Pontos gehören, was aber keine militärische Konfrontation mit Rom zur Folge hatte, vielmehr war der parthische König Mithridates II. auf Neutralität bedacht. Sein Nachfolger Phraates III. wurde in diesem Konflikt dann sowohl von den Römern als auch von Mithridates VI. und Tigranes II. umworben. Lucullus gelang es im Jahr 69 v. Chr. zwar nicht, ein Bündnis mit Phraates gegen Mithridates VI. abzuschließen, doch erneuerte er wohl die amicitia und legte den Euphrat wohl spätestens nun als Grenze fest. In der Forschung werden die römisch-parthischen Gespräche und möglichen Vereinbarungen unter Lucullus sowie die daran anschließende Entwicklung, wieder aufgrund der dünnen und teils unklaren Quellenlage, allerdings unterschiedlich interpretiert; zumal Phraates auch Mithridates und Tigranes Freundschaftsabsprachen anbot, die aber keinen reellen Wert in der Auseinandersetzung dieser beiden Herrscher mit Rom hatten. Die schwierige, fragmentierte Quellenlage erlaubt nur eine ungefähre Vorstellung von den jeweiligen Zielen beider Seiten. Doch scheinen zu diesem Zeitpunkt weder Rom noch Parthien an einer militärischen Konfrontation interessiert gewesen zu sein.

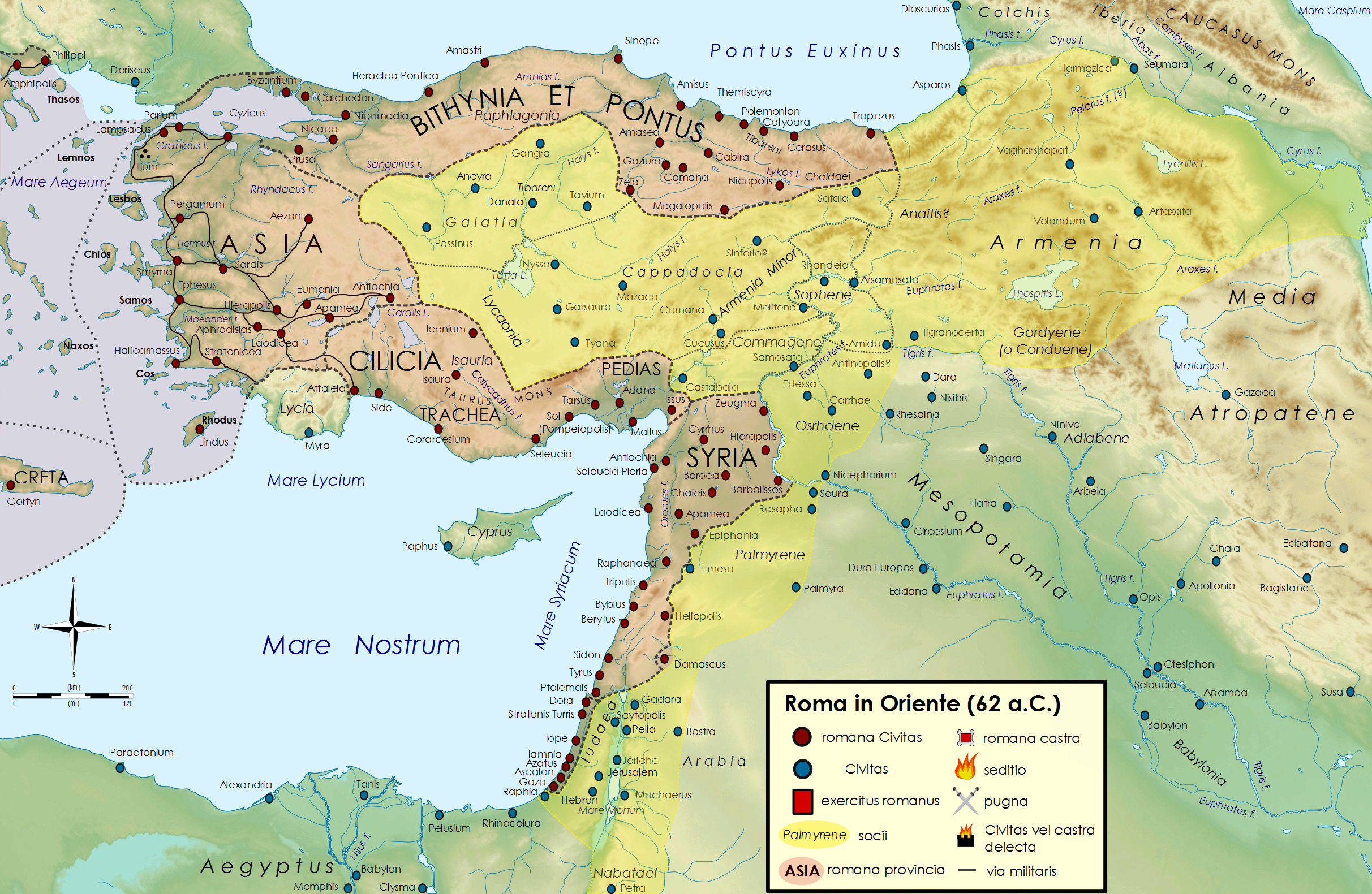
Der römische Osten ab 63 v. Chr. In rot römische Provinzen, in gelb römische Klientelstaaten

66 v. Chr. kam es dann unter Pompeius wieder zur Kontaktaufnahme mit Phraates III. Der bestehende Vertrag wurde erneuert, einschließlich der Anerkennung der Euphratgrenze; er umfasste eventuell sogar eine Bündnisvereinbarung. Kurz darauf verleibte Pompeius aber die Reste des Seleukidenreichs dem römischen Machtbereich als neue Provinz Syria direkt ein und verhielt sich nun aggressiver gegenüber den Parthern, so im Kaukasusbereich, nachdem der armenische Machtbereich kollabierte und sowohl Rom als auch Parthien dies zu ihrem Vorteil nutzen wollten. Es kam in diesem Kontext zwar zu keinen militärischen Auseinandersetzungen, aber Armenien als Hauptstreitpunkt zwischen beiden Reichen kristallisierte sich hier bereits heraus. Pompeius stellte sogar die Euphratgrenze in Frage und verweigerte Phraates den Titel eines Königs der Könige. Eine militärische Auseinandersetzung, die 57 v. Chr. Aulus Gabinius plante und vom Senat nur knapp verhindert wurde, schien nun nur noch eine Frage der Zeit zu sein.

### Die Partherkriege des 1. Jahrhunderts v. Chr.: Von Crassus zur Lösung des „Partherproblems“ unter Augustus
Die genannten Vertragsabschlüsse erwiesen sich letztlich als wenig tragfähig, zumal die späte Römische Republik sich spätestens mit der Bildung des sogenannten 1. Triumvirats 60 v. Chr. in Auflösung befand. Der im Osten herrschende Triumvir Marcus Licinius Crassus wollte sich militärisch beweisen und verfolgte eine aggressive Expansionspolitik gegenüber dem Partherreich. Diese „imperialistische“ Bestrebung war eingebettet in die skrupellose Machtpolitik der späten Republik, die hier auswärtig vor allem auf den Osten zielte und Parthien nicht als gleichberechtigte Macht ansah. Die Parther und der fremde, exotisch wirkende Orient fungierten als Feindbild Roms. Dies wird besonders bei Plutarch deutlich, dessen Partherbild sehr negativ ist. Parthien erscheint als grausamer Gegner Roms, dem man nicht vertrauen kann und der unterworfen werden muss.

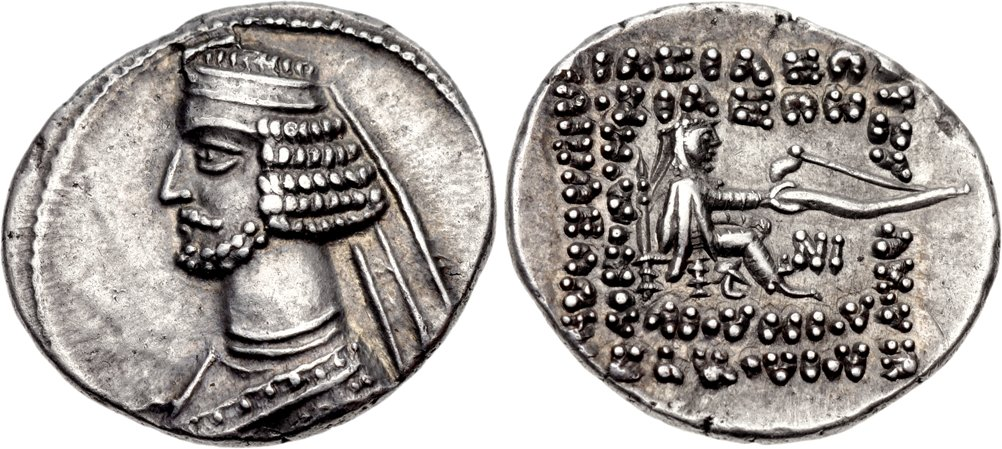
Münze von Orodes II., um 40 v. Chr.

So unternahm Crassus im Jahr 54 v. Chr., ohne jegliche Provokation, einen großen Feldzug gegen die Parther mit sieben Legionen und weitere Hilfstruppen, alles in allem über 40.000 Mann. Es ist hierbei allerdings nicht ganz klar, ob Crassus eher im Alleingang handelte oder ob der Krieg nicht vielmehr eingebettet war in eine strategische Überlegung des Triumvirats, speziell hinsichtlich Armenien. Jedenfalls scheint Crassus das syrische Kommando begehrt zu haben, um Prestige zu sammeln, wobei der Krieg mit Parthien zwar nicht ohne politische Rückendeckung erfolgte, aber wohl nicht nur auf allgemeine Zustimmung stieß. Die ersten Vorstöße im Jahr 54 v. Chr. verliefen erfolgreich, zumal der Partherkönig Orodes II. mit innenpolitischen Konflikten zu kämpfen hatte. Die Römer konnten einige Städte erobern, bevor sich Crassus ins Winterquartier nach Syrien zurückzog. Hier erreichte ihn auch eine parthische Gesandtschaft, die sich nach dem Kriegsgrund erkundigte, die Crassus aber nur verspottet zurückschickte. Crassus hatte die Parther aber unterschätzt und beging auch militärische Fehler, so als er den Ratschlag des armenischen Königs hinsichtlich der Feldzugsroute ignorierte.
Der Hauptfeldzug begann im Frühling 53 v. Chr., als Crassus mit seinen knapp über 40.000 Mann den Euphrat bei Zeugma überquerte, wobei die ihm gegenüberstehenden parthischen Verbände etwa 10.000 Mann umfassten und sich vor allem aus Reiterei zusammensetzten. Crassus scheint beabsichtigt zu haben, das parthische Mesopotamien bis zum Euphrat zu besetzen. Auf dem weiteren Weg erreichte das Heer Carrhae (griechisch Karrhai). Nun wurde die parthische Streitmacht gesichtet, die Crassus unverzüglich stellen wollte, obwohl ihm einige seiner Offiziere davon abrieten, zumal die klimatischen Bedingungen ungünstig und die Soldaten erschöpft waren. So kam es Anfang Mai/Juni 53 v. Chr. zur katastrophalen römischen Niederlage in der Schlacht bei Carrhae, in der drei Viertel des römischen Heeres getötet wurde oder in Gefangenschaft geriet. Crassus selbst soll nach Verhandlungen mit dem parthischen Feldherrn Surenas getötet worden sein.
Der parthische Triumph war vollkommen. Es handelte sich um einen militärgeschichtlichen Meilenstein, da die zuvor fast stets siegreichen römischen Legionäre nun von vor allem berittenen, mobil agierenden Gegnern (einschließlich gepanzerter Reiterei) besiegt worden waren. Der abgeschlagene Kopf des Crassus wurde dem Partherkönig Orodes Plutarch zufolge im Rahmen einer Feier während der Aufführung von Euripides’ Die Bakchen präsentiert, wobei die Verse aufgesagt wurden: „Wir bringen vom Berge / Ein frischgeschlachtetes Rind ins Haus, / Herrliche Jagdbeute!“ In dieser Szene unterstrich Plutarch seine Schilderung von den angeblich grausamen Barbaren. 51/50 v. Chr. folgten weitere Kampfhandlungen, bevor der Konflikt vorerst abebbte. Hauptgrund dafür waren die innerrömischen Machtkämpfe dieser Zeit.

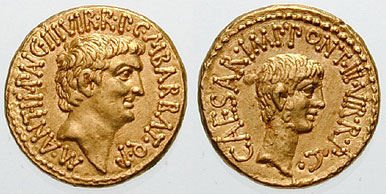
Marcus Antonius (links) und Octavian, Aureus 41 v. Chr.

Kurz vor seiner Ermordung 44 v. Chr. hatte Gaius Iulius Caesar einen Partherfeldzug geplant, zu dem es aber nicht mehr kam. Die Römer beabsichtigten offenbar, mit Stärke auf die Niederlage des Crassus zu reagieren und gegen Parthien vorzugehen, aber die innerrömischen Machtkämpfe verhinderten dies für mehrere Jahre. Die „Schmach von Carrhae“ wollte denn auch Marcus Antonius, der dem zweiten Triumvirat mit Caesars Großneffen Octavian (dem späteren Kaiser Augustus) angehörte, tilgen, als er im Jahr 36 v. Chr. einen großen Partherfeldzug unternahm. Das Ziel von Marcus Antonius war zudem die Schaffung von von Rom abhängigen Klientelreichen in Armenien und dem westlichen Partherreich. Er erhoffte sich dadurch nicht zuletzt eine Absicherung seines östlichen Herrschaftsraums, zumal einige der im römischen Bürgerkrieg unterlegenen Republikaner (wie Quintus Labienus) Zuflucht bei den Parthern gefunden und sie zu Angriffen auf Syrien ermuntert hatten. So waren die Parther unter dem Kommando des Labienus und eines parthischen Prinzen namens Pakoros im Jahr 40 v. Chr. auf römisches Gebiet vorgedrungen, bevor sie Publius Ventidius Bassus 39 v. Chr. erfolgreich abwehrte, wobei Labienus getötet wurde. Der Feldzug des Marcus Antonius begann dann im Sommer 36 v. Chr., wobei das römische Heer, verstärkt durch Hilfstruppen, angeblich rund 100.000 Mann umfasst haben soll. Statt nach Mesopotamien vorzustoßen, richtete Marcus Antonius die Hauptstoßrichtung nach Atropatene und scheint damit den Partherkönig Phraates IV. überrascht zu haben. Allerdings sahen sich die Römer bald schon gezwungen, die Stadt Phraaspa zu belagern. Das dafür benötigte schwere Gerät konnten die Parther, die sich inzwischen gesammelt hatten, abfangen und die begleitenden römischen Truppen vernichten, so dass Marcus Antonius den Feldzug abbrechen musste, wobei sich sein armenischer Verbündeter, König Artavasdes, bereits zurückgezogen hatte. Auf dem Rückzug erlitten die Römer zudem recht hohe Verluste.

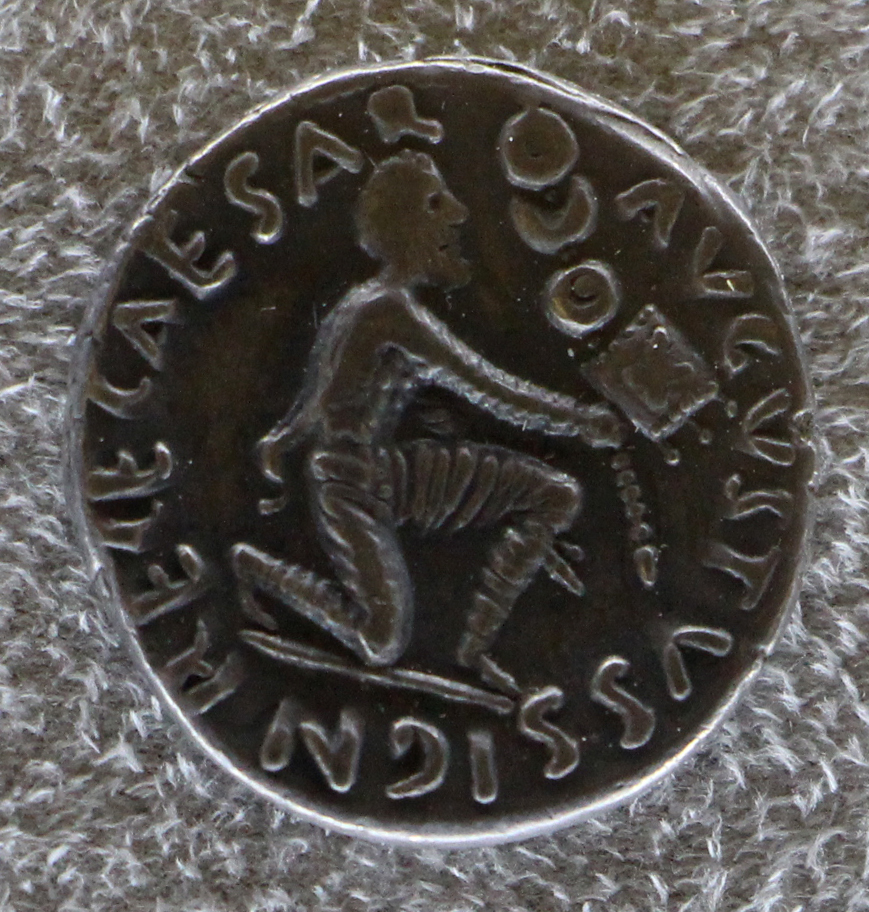
Augusteische Münze von 19 v. Chr., auf der die friedliche Rückgabe der Legionsadler als militärischer Sieg dargestellt wird.

Bald darauf brachen die Machtkämpfe im zweiten Triumvirat aus, aus denen Augustus im Jahr 30 v. Chr. siegreich als Alleinherrscher Roms hervorging und so das Prinzipat errichtete, das römische Kaisertum. Augustus erbte das „Partherproblem“, das aus der Niederlage des Crassus und der fehlgeschlagenen Orientpolitik des Marcus Antonius resultierte. Aber auch in Parthien, das immer wieder von inneren Unruhen geplagt war und wo die Großkönige über ein eher locker aufgebautes Reich herrschten, war man nicht an einen Konflikt mit Rom interessiert, so lange keine weitere römische Einmischung drohte. Im Jahr 20 v. Chr. setzte sich mit römischer Unterstützung in Armenien Tigranes III. als neuer König durch; die Parther opponierten nicht, sondern waren vielmehr zu einer Verständigung mit Rom bereit. Die von den Parthern bei Carrhae 53 v. Chr. erbeuteten römischen Legionsadler gingen wieder in römischen Besitz über, als Augustus einen Vertrag mit dem Partherkönig Phraates IV. unterzeichnete und dafür die Euphratgrenze zwischen beiden Reichen anerkannte. Phraates IV. war zu diesen Zugeständnisses nicht zuletzt aus Sorge um die Absicherung seiner königlichen Stellung bereit, konnten die Römer doch seinen Thronrivalen Tiridates gegen ihn ausspielen. Diesen Erfolg ließ Augustus propagandistisch ausgiebig auf Münzen, auf einem neu errichteten Triumphbogen am Augustusforum und in seinem Tatenbericht (Res gestae divi Augusti 29) feiern.

## Das 1. Jahrhundert n. Chr.

Armenien und der römisch-parthische Grenzraum Mitte des 1. Jahrhunderts.

In der Folgezeit blieb Armenien zwischen beiden Reichen umstritten, so dass die latenten Spannungen auch in der Zeit des Augustus und seines Nachfolgers Tiberius nie ganz abnahmen. Dies war auch der Kriegsgrund für die Kämpfe in den Jahren 58 bis 63 n. Chr. (alle folgenden Jahresangaben sind n. Chr.), als es wohl im Jahr 54 dem Partherkönig Vologaeses I. gelang, mit Trdat I. (Tiridates) ein Familienmitglied der Arsakiden als Klientelkönig von Armenien einzusetzen. Kaiser Nero hatte daraufhin mit Gnaeus Domitius Corbulo einen erfahrenen Feldherrn in den Osten geschickt. Dieser konnte Armenien durch einen Feldzug 58/59 vorerst unter römische Kontrolle bringen, wobei Artaxata und Tigranokerta in römische Hand fielen. Corbulo setzte im Jahr 60 mit Tigranes VI. einen römischen Klientelkönig in Armenien ein und begab sich nach Syrien, wobei er rund 1.000 Legionäre und 3.000 bis 4.000 Reiter sowie Hilfstruppen zurückließ. Es hatte den Römern geholfen, dass Vologaeses I., wie andere Partherkönige vorher und danach, innenpolitisch durch eine Revolte gebunden war; nun jedoch konzentrierte er seine Kräfte auf Armenien. Eine parthische Offensive musste zwar auf römischen Druck hin abgebrochen werden, aber es kam nur zu einem kurzzeitigen Waffenstillstand. Im Jahr 62 zwang Vologaeses dann aber während eines überraschenden Winterfeldzugs ein römisches Heer unter Lucius Iunius Caesennius Paetus bei Rhandeia zur Kapitulation. Die römischen Truppen mussten sich vorerst zurückziehen, doch gelang es Corbulo, das Heer zu reorganisieren und im folgenden Jahr (63) mit starken Kräften gegen die Parther in Armenien vorzurücken, die sich nach einem römischen Vorstoß über den Euphrat zu Verhandlungen bereit erklärten.
Im Jahr 63 kam es so ebenfalls bei Rhandeia zu einer vertraglichen Regelung, demnach konnte Trdat König von Armenien werden, musste sich jedoch von Kaiser Nero in dieser Position bestätigen lassen, was im Jahr 66 auch geschah. Somit unterstand Armenien von nun an formal römischer Oberherrschaft, faktisch aber sah sich Rom gezwungen, einen Arsakiden dort zu akzeptieren, was keine dauerhafte Lösung des Konflikts bedeutete. Beide Seiten waren aber zu einem Kompromiss gezwungen, da weder Rom das Gebiet dauerhaft zu kontrollieren noch Parthien sich militärisch gegen Rom durchzusetzen vermochte. Der Kompromiss sah somit vor, dass die Parther den armenischen König auswählten, dieser aber vom Kaiser eingesetzt werden musste. So etablierte sich eine arsakidische Nebenlinie in Armenien. In der angloamerikanischen Forschung wird dieser versuchte Lösungsansatz als „Neronian settlement“ bezeichnet. Die weiterhin bestehende latente Spannung zwischen den beiden Großmächten im vorderasiatischen Raum war auch der Grund, weshalb Kaiser Vespasian wenige Jahre später die römische Militärpräsenz im parthischen Grenzraum verstärkte: Die legio XVI Flavia Firma wurde in Samosata stationiert, während die legio XII Fulminata in Melitene Garnison bezog. Im Jahr 72 annektierte Rom zudem das Klientelkönigreich Kommagene. Trotz dieser sichtbaren Verschlechterung im römisch-parthischen Verhältnis, kam es im weiteren Verlauf des 1. Jahrhunderts n. Chr. zu keinen direkten militärischen Auseinandersetzungen mehr, was sich im folgenden Jahrhundert aber grundlegend ändern sollte.

## Das 2. Jahrhundert: Von Trajans Partherkrieg zu Septimius Severus

### Trajan und Alexandertraum

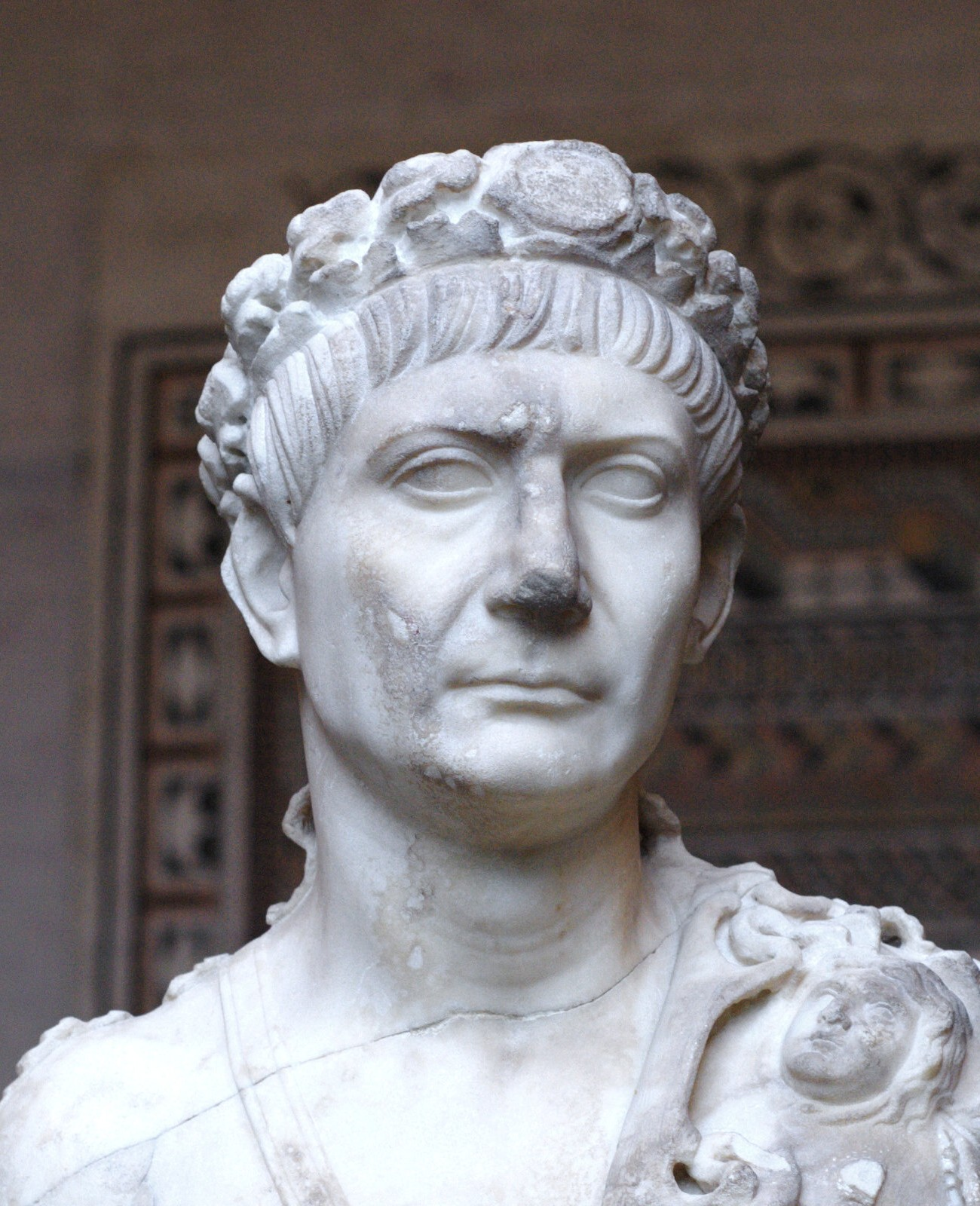
Trajan mit Bürgerkrone und Schwertband sowie Ägis mit Medusenhaupt und Schlangen als Symbol des göttlichen Herrschaftsanspruchs (Münchner Glyptothek)

Das 2. Jahrhundert bildete den Höhepunkt der römisch-parthischen Auseinandersetzungen. Ausgangspunkt war wieder einmal Armenien, wo der Partherkönig Osroes I. um 112 (die genaue Chronologie ist unsicher) den dort herrschenden König Axidares stürzte, einen neuen Herrscher namens Parthamasiris einsetzte und damit den römischen Kaiser Trajan erzürnte, da somit die seit 63 bestehende römisch-parthische Vereinbarung bezüglich Armenien gebrochen war. In der neueren Forschung wird vermutet, dass Trajan unabhängig von dem Vertragsbruch einen Krieg mit den Parthern angestrebt hat, zumal sich der Kaiser hervorragend zu inszenieren und heroisieren verstand, wozu militärische Erfolge maßgeblich beitrugen. Sicher ist, dass Osroes keinen Krieg mit Rom wünschte und 113 Gesandte zu Trajan, der sich damals in Athen aufhielt, schickte und um die Bestätigung des Parthamasiris mit Geschenken ersuchte. Trajan lehnte jedoch die Geschenke ab und teilte nur mit, er werde in Syrien entscheiden, was zu tun sei. Trajan suchte offensichtlich eine militärische, keine diplomatische Lösung, da es 114 zu einem öffentlichen Affront kam, als der Kaiser in Elegeia am Euphrat die erneute Bitte des Parthamasiris um seine Bestätigung als König von Armenien, diesmal von ihm persönlich vor Trajan vorgetragen, brüsk abwies; Armenien gehöre Rom allein. Spätestens nun war klar, dass Trajan den Krieg (der, wie das Treffen zeigt, durchaus vermeidbar gewesen wäre) gezielt herbeiführen wollte. Für die Römer schien es sich um eine günstige Situation zu handeln, die im Osten konkurrierende Großmacht auszuschalten, da Parthien Ende des 1./Anfang des 2. Jahrhunderts von starken Thronkämpfen geplagt wurde, die das Reich schwächten.
Hinsichtlich des folgenden Feldzug Trajans, wofür über 80.000 Mann mobilisiert wurden und der im Frühling 114 mit dem Marsch nach Satala begann, fließen die Quellen nur äußerst spärlich, weshalb kaum Details bekannt sind und die Chronologie teils unklar ist. Nach dem erfolglosen Treffen mit Parthamasiris (der kurz darauf von den Römern getötet wurde) zog Trajan wohl im Sommer 114 von Elegeia nach Armenien, während Osroes I. innenpolitisch gebunden war. Die Römer stießen auf keinen nennenswerten Widerstand. Es kam auch zu ersten Vorstößen in Richtung Nisibis in Nordmesopotamien, das von strategischer Bedeutung war und erobert wurde. Im folgenden Jahr (115) stießen die Römer in drei Heeressäulen nach Mesopotamien vor und waren auch hier erfolgreich. Trajan sicherte seine Nachschubwege, Ende des Jahres befand sich der nordmesopotamische Raum fest in römischer Hand. Davon waren auch einige der regionalen Kleinreiche betroffen, die teils noch versucht hatten, auf römische Seite zu wechseln. Unter anderem fielen während dieses zweiten Feldzugs Singara und Teile der Adiabene an die Römer, wobei diese Pontonbrücken für Flussübergänge nutzten und entlang des Tigris nach Süden vorstießen. All dies erforderte einen erheblichen logistischen Aufwand, so dass die römischen Nachschubwege bis nach Kleinasien reichten und römische Flottenoffiziere aus dem westlichen Mittelmeerraum für diese Zeit in Syrien inschriftlich nachweisbar sind. Es ist unklar, wie stark der parthische Widerstand war, doch scheinen die Römer ihn letztlich gebrochen zu haben, wobei Trajan anscheinend mehrmals selbst in Kämpfe direkt verwickelt war.

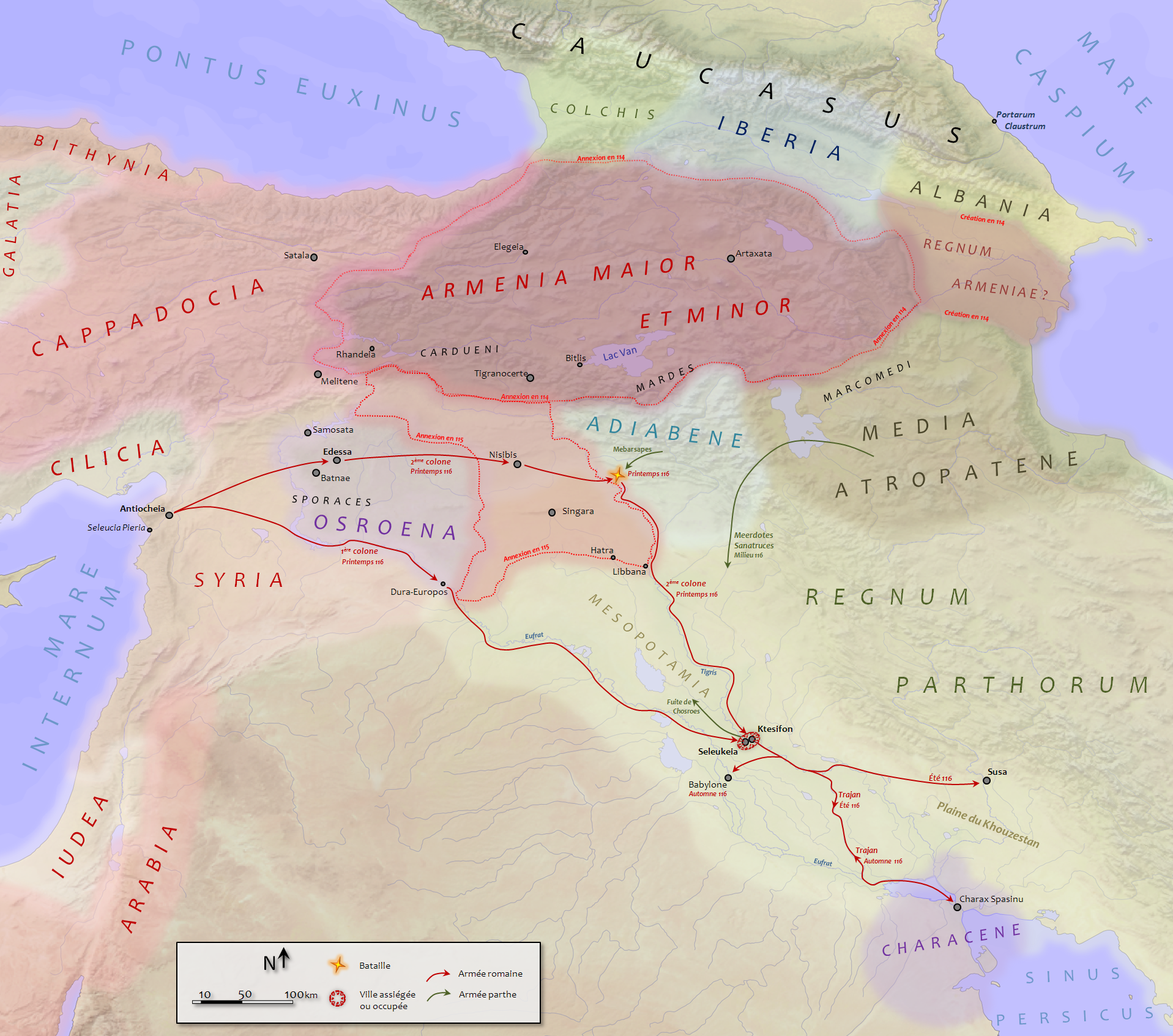
Trajans Feldzüge von 115/116 gegen Parthien

Der Kaiser überwinterte 115/16 in Antiochia am Orontes, eine der größten Städte des Reiches und Ausgangspunkt zahlreicher römischer Militäroperationen im Orient. Dort überlebte er Ende 115 ein schweres Erdbeben nur knapp. Anfang 116 eröffnete er eine neue Offensive im Tigrisraum. Diese war ebenfalls erfolgreich, wobei sich mehrere Städte ohne Kampf ergaben. Nun stand der Weg nach Seleukeia, der parthischen Hauptresidenz, endgültig offen. Osroes floh aus der Stadt und Trajan konnte kampflos einziehen. Im Anschluss daran nahm der Kaiser den Siegesbeinamen Parthicus (Parthersieger) an und es wurden Münzen geprägt, die die Niederwerfung des Partherreiches feierten (Parthia capta). Allerdings war es Trajan nicht gelungen, Osroes und das parthische Hauptheer zu stellen und zu vernichten.
Anschließend reiste er bis zur Mündung des Persischen Golfs, wo Schiffe im Rahmen des Indienhandels weiter nach Osten segelten. In manchen Quellen wird unterstellt, Trajan habe mit dem Gedanken gespielt, noch weitere Teile des Partherreiches zu erobern. Wahrscheinlich schwebte ihm Alexander der Große, der Eroberer des Achämenidenreichs, ohnehin als Vorbild vor, zumal nicht wenige römische Generale bestrebt waren, den Taten Alexanders nachzueifern (Alexander-Imitatio). Der Kaiser besuchte denn auch das Totenzimmer Alexanders in Babylon. Die Reminiszenz an Alexander wird nicht nur bei Cassius Dio deutlich, der die Szene am Golf schildert, sondern auch in den in den erhaltenen Fragmenten der Parthika Arrians, in denen der Fokus auf Trajan lag. Das dürfte kein Zufall sein, da Arrian auch ein Werk über die Feldzüge Alexanders gegen Persien verfasst hatte und so Parallelen zwischen beiden Eroberern auftraten.
Nachdem bereits Armenien im Jahr 114 zu einer römischen Provinz wurde, geschah dies 115 auch mit Nordmesopotamien. Ob Trajan im Jahr 116 zudem eine Provinz Assyria zwischen Euphrat und Tigris eingerichtet hat, ist aufgrund der diesbezüglich späten Quellenzeugnisse (nur die spätantiken Autoren Eutropius und Rufius Festus berichten davon) umstritten, es fehlt auch an numismatischen Belegen dafür, die hingegen für die Einrichtung der Provinzen Armenien und Mesopotamien vorhanden sind. Damit standen die bevölkerungsreichsten und wirtschaftlich wichtigsten Regionen des Partherreichs unter römischer Herrschaft. Der Partherkrieg Trajans wurde von Fergus Millar als eine Demonstration der fortbestehenden Vitalität des römischen Imperialismus und als erstes Anzeichen für ein strategisches Bekenntnis im Vorderen Orient bezeichnet, das bis zu den arabischen Eroberungen im 7. Jahrhundert andauern sollte.

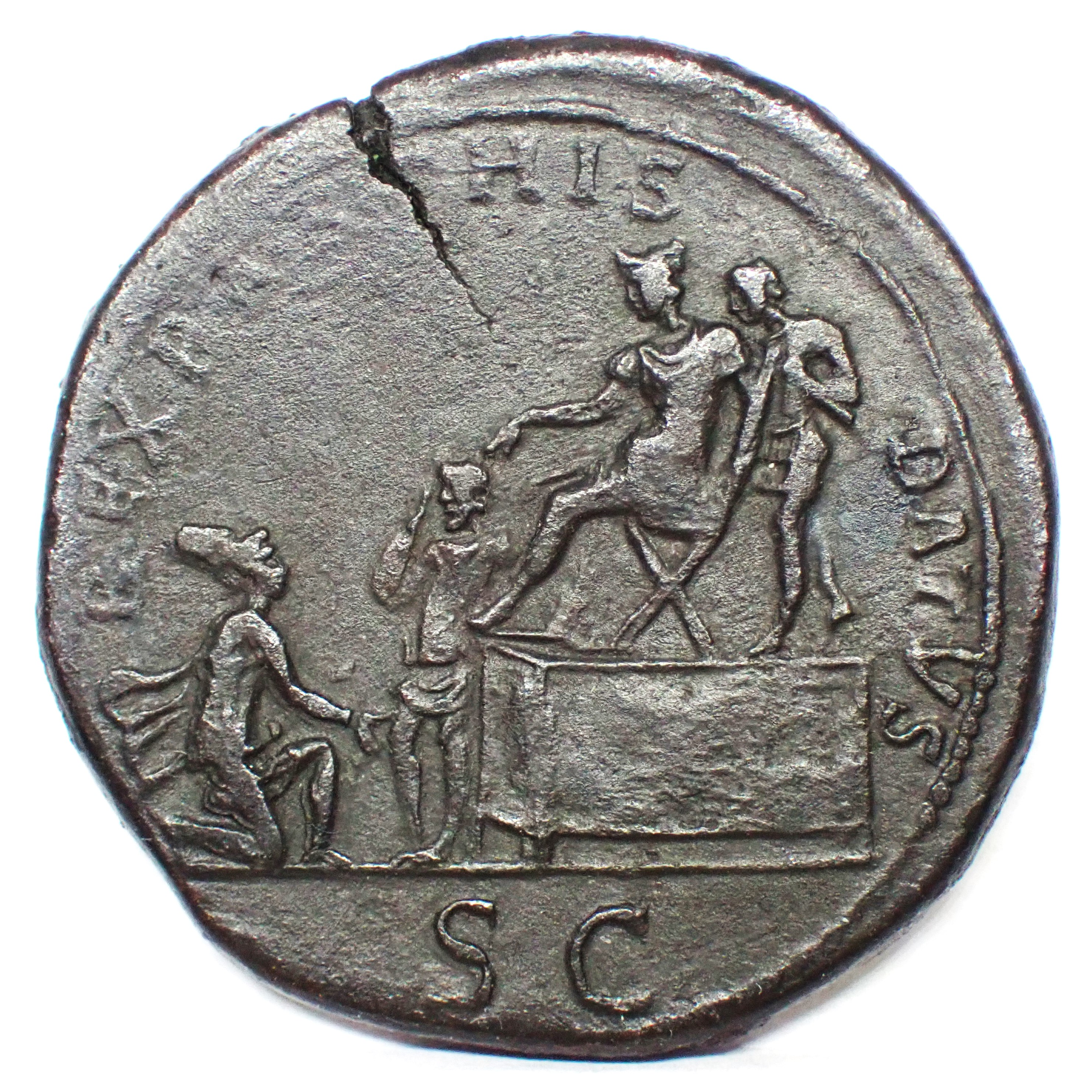
Sesterz mit Trajan auf dem Podium, der knienden Parthia den König Parthamaspates präsentierend

Trajan stand auf dem Höhepunkt seiner Macht und Rom hatte seine größte Ausdehnung erreicht; es handelte sich aber um eine brüchige Fassade. Auf dem Rückweg vom Golf erfuhr der Kaiser nicht nur, dass die Parther weiterhin militärisch aktiv waren, sondern dass es in Mesopotamien zu einem parthischen und im Osten des Reiches zu einem Aufstand der Juden gekommen war, womit keiner gerechnet hatte. Die Parther unternahmen Vorstöße nach Armenien und Mesopotamien, während Aufständische römische Garnisonen massakrierten. Trajan musste eiligst Truppen sammeln, Südmesopotamien wurde geräumt, an eine neue römische Provinz war hier nicht mehr zu denken. Trajan setzte zwar im Herbst 116 mit Parthamaspates einen parthischen Marionettenkönig in Seleukeia ein (der sich nur kurze Zeit an der Macht hielt) und ließ dies durch Münzprägungen feiern, doch war der Feldzug zu diesem Zeitpunkt faktisch gescheitert, zumal er das strategisch wichtige Hatra nicht mehr erobern konnte. Der Traum eines Imperiums bis nach Babylon war wie eine Sandburg zusammengebrochen. Nach Trajans Tod im August 117 bemühte sich denn auch sein Nachfolger Hadrian, mit den Parthern zu einer vertraglichen Einigung zu kommen, was auch gelang, wobei die Grenze wieder auf den Vorkriegsstand zurückverlegt wurde und Armenien nicht dem Imperium einverleibt wurde.

### Mark Aurel: Der Partherkrieg des Lucius Verus und seine Historiker

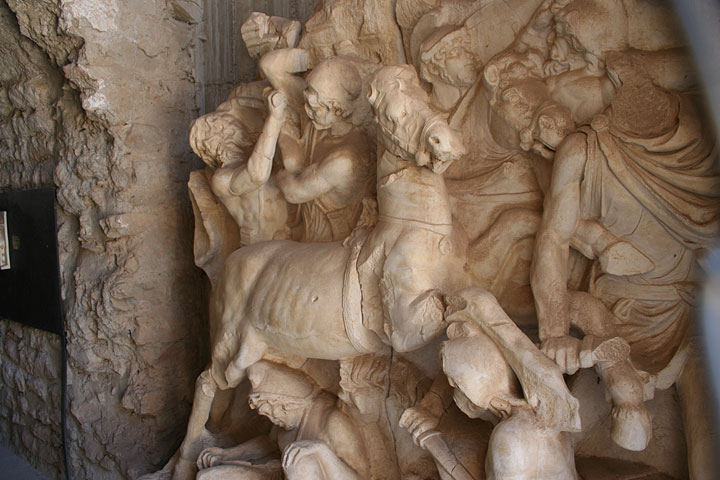
Reliefplatte des Partherdenkmals in Ephesos

161 begannen diesmal die Parther unter Vologaeses IV. den Krieg und fielen in Armenien ein. Der drohende Krieg mit Parthien hatte sich bereits angekündigt, so dass 160/61 Kaiser Antoninus Pius Truppen nach Syrien verlegt hatte. Die Situation schien für Vologaeses günstig zu sein, da Antoninus Pius 161 verstorben war und seine Nachfolge (in einem ungewöhnlichen Doppelkaisertum) Mark Aurel und Lucius Verus angetreten hatten. Der Krieg begann katastrophal für Rom, als noch 161 bei Elegeia am Euphrat ein römisches Heer unter Marcus Sedatius Severianus geschlagen wurde und die Parther auch in Syrien einfielen, was die gesamte römische Orientgrenze zu destabilisieren drohte. Unsicher ist, ob die Parther in Armenien auch einen neuen, ihnen genehmen König einsetzten, wie oft angenommen; in der neueren Forschung wird eher vermutet, dass der in Quellen erwähnte armenische König Pakoros bereits früher dort herrschte.
Lucius Verus reiste daraufhin 162 in den Osten, um den (eher formalen) Oberbefehl im Partherkrieg zu übernehmen; Ende 162 traf er in Antiochia ein. Militärisch war der junge Kaiser unerfahren, doch stand ihm mit Avidius Cassius ein erfahrener Feldherr zur Seite. Im Heer wurde die Ordnung wiederhergestellt und die Gegenoffensive vorbereitet. Die Parther konnten ihre Anfangserfolge nicht wiederholen, bereits 163 ging Armenien an die Römer verloren, als im Frühjahr Marcus Statius Priscus Licinius Italicus dort von Kappadokien aus einfiel und Artaxata eroberte; daraufhin nahmen beide Kaiser den Siegesbeinamen Armeniacus an. Einige Kleinreiche in der Grenzregion wechselten die Seite und liefen zu Rom über. In Armenien setzte Lucius Verus mit einem gewissen Sohaemus einen neuen König ein. 164 marschierten die Römer von Armenien und Syrien aus gegen die Parther, im selben Jahr errang Avidius Cassius bei Dura-Europos einen Sieg. Dieser strategisch nicht unwichtige Ort blieb fortan für fast ein Jahrhundert unter römischer Kontrolle, bevor er in den 250er Jahren von den Sassaniden zerstört wurde. Avidius Cassius selbst zeichnete sich während des Feldzugs mehrmals aus und machte eine glänzende Karriere, bevor er 175 als Usurpator auftrat und getötet wurde. 164/65 gelangte Nordmesopotamien unter römischer Kontrolle, wobei die Osrhoene und Nisibis erobert wurden.
Nach dem Fall von Nisibis stand der Weg nach Seleukeia für die Römer offen, die Stadt wurde Ende 165 erobert und geplündert. Beide Kaiser nannten sich seit 165 auch Parthicus, wobei Lucius Verus sogar zuerst die Siegesbeinamen Parthicus maximus („größter Parthersieger“, nun erstmals mit diesem Zusatz belegt) und Medicus (ab 166, bezogen auf die Vorstöße nach Media Atropatene im Partherreich) führte; diese Beinamen und den Titel Armeniacus übernahm Mark Aurel anschließend. Der römische Triumph wurde zwar durch eine ausgebrochene Seuche geschmälert, die sogenannte Antoninische Pest, die viele Opfer forderte, doch der römische Feldzug, im Grunde eher eine Strafexpedition und nicht auf Eroberung ausgerichtet, war damit erfolgreich beendet. Rom hatte seinen Einfluss in Armenien behaupten können und seine Stellung im nordmesopotamischen Raum beträchtlich gestärkt. Es kam (wohl im Jahr 166) zu einem Friedensvertrag, wovon beide Seiten profitierten, da die Römer ihre Nordgrenze sichern mussten und das Partherreich durch die Niederlage angeschlagen war.
Im Zusammenhang mit dem Partherkrieg des Lucius Verus scheinen eine Reihe von Geschichtswerken entstanden zu sein, die den Triumph des jungen Kaisers lobpreisten, dabei allerdings stilistisch eher Thukydides kopierten. Davon berichtet zumindest Lukian von Samosata in seinem Werk Wie man Geschichte schreiben soll und erwähnt dabei Crepereius Calpurnianus. Ob es diese Historiker gab und sie tatsächlich eher geistlose Plagiate schrieben, ist unsicher; aber es weist doch auf den Eindruck hin, den der römische Triumph im Osten in intellektuellen Kreisen hinterlassen hat. Es ist ohnehin bekannt, dass antike Geschichtswerke, die sich speziell mit dem Partherreich bzw. den militärischen Konflikten beschäftigten und Titel wie Parthika trugen, entstanden sind, wenngleich sie (wenn überhaupt) nur sehr fragmentarisch überliefert sind.

### Septimius Severus und dieexpeditio parthica

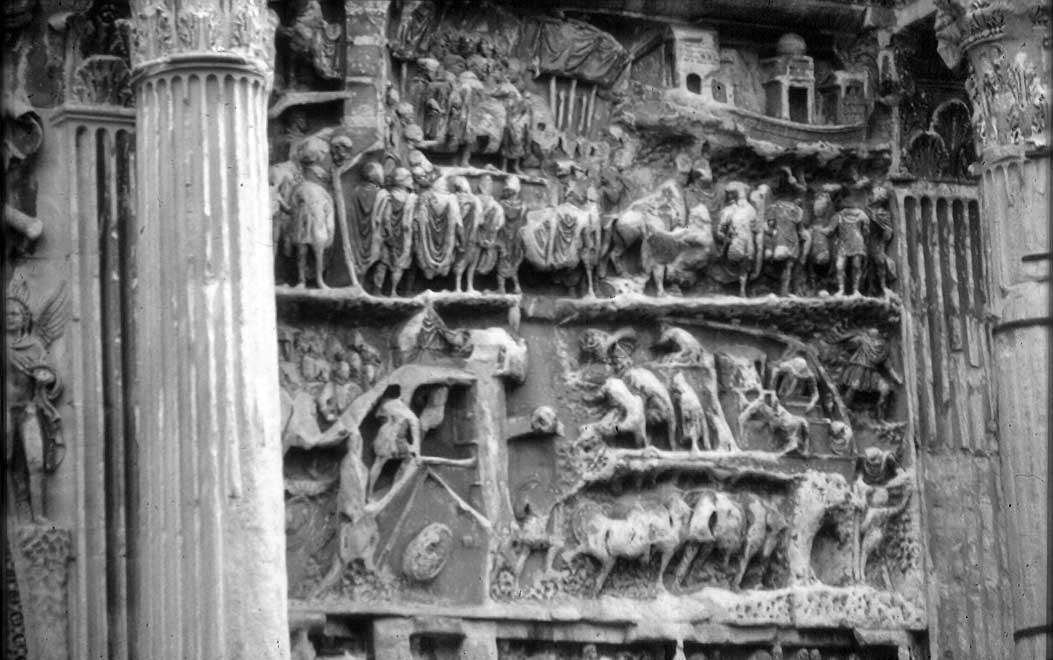
Belagerung von Seleukeia am Septimius-Severus-Bogen

Septimius Severus, der sich in den Thronkämpfen im Imperium Romanum während des zweiten Vierkaiserjahrs durchsetzen konnte, unternahm 195 sowie 197/198 zwei Feldzüge gegen die Parther. 195 diente die Unterstützung des im Vierkaiserjahr unterlegenen Pescennius Niger durch parthische Vasallen als Vorwand für die erfolgreich verlaufende erste expeditio Parthica. Der Krieg richtete sich gegen einige mit den Parthern verbündete Kleinkönige, darunter Abgar VIII. von Edessa, wobei nun die Adiabene und Osrhoene endgültig unter römische Kontrolle gerieten. Damit wurde die römische Orientgrenze weit über den Euphrat in Richtung Tigris verschoben, was nicht unproblematisch war. Abgar musste Geiseln stellen und das strategisch wichtige Nisibis kam unter römische Kontrolle. Währenddessen war der regierende Partherkönig Vologaeses V. wieder einmal durch Rebellionen gebunden und konnte nicht aktiv eingreifen.
Im Jahr 197 brach Septimius Severus, nachdem Vologaeses wieder im Grenzraum aktiv war und damit römische Interessen tangierte, für eine zweite expeditio in den Osten auf. Der Kaiser hatte speziell dafür programmatisch drei neue Legionen ausgehoben (Parthica I, II und III), wobei die II. Parthica später in Italien verblieb; insgesamt war der militärische Aufmarsch an der römischen Ostgrenze beträchtlich. Die erhaltenen Quellen berichten kaum über den Feldzug, der sich diesmal gegen das eigentliche Partherreich richtete, das offenbar weiterhin durch innere Wirren geschwächt war. Armenien unterstellte sich den Römern und Abgar von Edessa entsandte Hilfstruppen. Im Spätsommer stießen die Römer vom Euphrat aus nach Süden vor, wofür auch eine Flussflotte eingesetzt wurde, ohne auf organisierten Widerstand zu stoßen. Ende 197/Anfang 198 wurde Seleukeia gestürmt und geplündert, wodurch Severus sein siegreiches Heer belohnte. Vologaeses V., durch die inneren Unruhen geschwächt, hatte sich in das iranische Hochland zurückgezogen, um dort das Adelsaufgebot zu versammeln. Bevor es zu einem Gegenangriff kommen konnte, hatten sich die Römer aber bereits wieder flussaufwärts zurückgezogen. Nach Cassius Dio sollen dabei 100.000 Gefangene mitgeführt worden sein. Diese Erfolge im Osten wurden später auf dem Septimius-Severus-Bogen verewigt. Im Januar 198 nahm Septimius Severus den Beinamen Parthicus maximus an, der auch auf Münzen geprägt wurde. Den Beinamen Parthicus hatte vor ihm auch Trajan getragen, als dessen Nachfolger Severus sich nun darstellte. Durch diesen beachtlichen militärischen Erfolg gegen den großen Gegner Roms im Osten stabilisierte Severus auch seine eigene Herrschaft, zumal er zuvor vor allem gegen innerrömische Gegner gesiegt hatte, was wenig ruhmreich wirkte. Nun ernannte er seine Söhne zu Mitregenten.
Der Kaiser hatte seine militärischen Fähigkeiten durch die Strafexpedition unter Beweis gestellt und den parthischen Einfluss geschwächt, womit sich Septimius Severus begnügte. Der zweite Partherkrieg scheint ohnehin primär als eine Demonstration römischer Macht, damit einhergehend der Herrschaftspropaganda und der Absicherung der östlichen Grenze gedient zu haben. Eine Belagerung Hatras, woran schon Trajan gescheitert war, blieb allerdings sowohl 198 als auch ein Jahr später erfolglos. Severus scheint zudem beabsichtigt zu haben, einen auf römisches Gebiet geflohenen aufständischen Partherprinzen als Marionette in Seleukeia zu installieren, so wie es vor ihm Trajan im Jahr 116 getan hatte, doch wurde der Plan aus unbekannten Gründen nicht mehr ausgeführt. Immerhin wurde aber die Provinz Mesopotamia eingerichtet, die auch Nisibis umfasste. Hier wurden nun auch die I. und III. Parthica stationiert: Für die I. Parthica ist die Garnison in Singara gesichert belegt, die III. Parthica wurde vielleicht in Nisibis einquartiert.

## Das frühe 3. Jahrhundert: Caracalla und das Ende der Parther

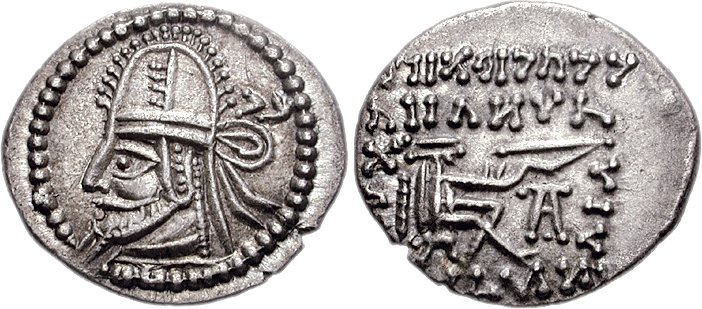
Münze des Artabanos IV.

Caracalla, Sohn und Nachfolger des Septimius Severus, begann in den 210er Jahren erneut damit, offensiv gegenüber dem Partherreich aufzutreten. Um 213 konkurrierten zwei Herrscher in Parthien um den Thron, Artabanos IV. und Vologaeses VI. So schien die Situation günstig zu sein, als Caracalla den Klientelkönig von Osrhoene, Abgar IX., im Jahr 213 nach Rom bestellte und festsetzen ließ; ebenso mischte sich Caracalla in Armenien ein. Gleichzeitig war Caracalla förmlich besessen von der Idee, den Taten Alexanders nachzueifern. Seine Alexander-Imitatio zielte denn auch auf den Osten und Parthien ab, während er erfolglos in Armenien intervenierte, wo sein General Theokritos Ende 215 geschlagen wurde. Der Kaiser reiste 215 in den Osten und unternahm im Jahr 216 einen kurzen Feldzug gegen Vologaeses, der in Seleukeia residierte, brach diesen aber bald schon wieder ab, nachdem sich Vologaeses nachgiebig zeigte. Angeblich forderte Caracalla anschließend Artabanos IV. dazu auf (vermutlich hatte sich Artabanos inzwischen weitgehend gegen Vologaeses durchgesetzt, der aber weiterhin in Seleukeia residierte), ihm eine seiner Töchter zur Frau zu geben, so dass beide Reiche vereinigt sein würden. Ob diese Schilderung in den Quellen zutreffend ist, ist in der Forschung umstritten.
Die Quellen berichten kaum etwas über die folgenden militärischen Aktionen, der Bericht Herodians ist in diesem Zusammenhang sehr unzuverlässig. Caracalla mobilisierte 216 die Truppen, die kampflos bis nach Arbela vorrückten. Dort plünderten sie die Gräber der Kleinkönige der Adiabene, bevor sich Caracalla nach Edessa ins Winterquartier zurückzog. Das magere Ergebnis hielt den Kaiser nicht davon ab, einen großen Sieg zu propagieren. Die internen Konflikten im Partherreich erschwerten die effektive Abwehr gegenüber den Römern, doch konnte Artabanos im Frühling 217 ein Heer für den Gegenschlag sammeln. Bevor es dazu kam, wurde Caracalla durch Verschwörer im April 217 getötet. Sein Nachfolger Macrinus, der mutmaßlich daran beteiligt war, brach den geplanten Partherfeldzug schließlich ab, wobei Artabanos das römische Heer erfolgreich abwehrte und im Friedensvertrag von 218 hohe römische Geldzahlungen erwirken konnte.
Das Partherreich hatte sich erneut behaupten können, doch im Inneren bröckelte die Herrschaft der Arsakiden; immer wieder wurden die Partherkönige von eigenen Familienmitgliedern und Kleinkönigen in ihrem Reich herausgefordert. Um 220 erhob sich in Fars der Kleinkönig Ardaschir, Sohn des Papak, gegen Artabanos IV. 224 wurde Artabanos geschlagen und getötet, zwei Jahre später fiel Seleukeia in Ardaschirs Hand. Die Arsakiden verloren ihren Thron, nur die Nebenlinie in Armenien konnte sich bis 428 an der Macht halten. Ardaschir gründete das Sassanidenreich, das in der Spätantike der große Rivale Roms war und für dieses ein gefährlicherer Gegner sein sollte, als es die Parther je waren.

## Zeittafel
- 96 oder 92 v. Chr.: erste römisch-parthische Kontakte und Vertragsverhandlungen
- 64/63 v. Chr.: Die Provinz Syria wird eingerichtet, Rom und das Partherreich werden direkte Nachbarn.
- 54/53 v. Chr.: Partherkrieg des Crassus, vernichtende Niederlage der Römer in der Schlacht bei Carrhae 53 v. Chr.
- 36 v. Chr.: Partherfeldzug des Marcus Antonius, der mit einem römischen Rückzug endet
- 20 v. Chr.: Vertrag zwischen Augustus und dem Partherkönig Phraates IV. Rom akzeptiert den Euphrat als Grenze, doch Armenien bleibt zwischen beiden Großmächten fortan umstritten.
- 58 bis 63 n. Chr.: Römisch-Parthischer Krieg (58–63) wegen Armenien.
- 63: Vertrag von Rhandeia zwischen Rom und Parthien. Armenien steht fortan unter römischer Oberherrschaft, wo nun jedoch eine arsakidische Nebenlinie mit römischer Zustimmung regiert.
- 112/13: Der Partherkönig Osroes I. stürzt seinen Neffen Axidares, der mit römischer Duldung in Armenien regiert. Kaiser Trajan nutzt dies als Vorwand für seinen Partherfeldzug.
- 114 bis 117: Partherfeldzug Trajans. Nach der Sicherung Armeniens fallen die Römer in Mesopotamien ein, das 115/16 vollständig in römischer Hand ist. Seleukeia am Tigris wird von den Römern erobert. Trajan ist auf dem Höhepunkt seiner Macht. Ein Aufstand der Juden und parthische Gegenschläge im Jahr 116 führen jedoch zum Scheitern des Feldzugs.
- 117: Nach dem Tod Trajans verzichtet Rom auf seine Eroberungen im Osten.
- Um 140: Kaiser Antoninus Pius setzt einen romfreundlichen Klientelkönig in Armenien ein (wahrscheinlich Pakoros), was die römisch-parthischen Spannungen steigert.
- 161: Nach dem Tod des Antoninus Pius fallen die Parther unter Vologaeses IV. in Armenien ein.
- 162 bis 166: Partherkrieg des Lucius Verus. Armenien wird 163 wieder römisch, 164 siegen die Römer in Mesopotamien. 165 fällt Seleukeia. Ausbruch der antoninischen Pest und Friedensvertrag.
- 195: erster Partherkrieg des Septimius Severus, eine eher begrenzte Strafexpedition gegen nordmesopotamische Kleinkönige
- 197/98: Zweiter Partherkrieg des Severus. Rasche römische Erfolge; Seleukeia wird gestürmt. Bevor es zu einem parthischen Gegenschlag unter Vologaeses V. kommt, ziehen die Römer sich zurück.
- Um 213: Wie so oft wird Parthien von internen Machtkämpfen erschüttert, da sowohl Artabanos IV. als auch Vologaeses VI. die Krone beanspruchen. Dies nutzt Kaiser Caracalla aus, der 215 in den Osten reist und sich aggressiv gegenüber Parthien verhält.
- 216/17: Caracalla plant militärische Operationen gegen Parthien, die aber zum Zeitpunkt seines Todes nicht über kleinere Vorstöße hinausreichen. Sein Nachfolger Macrinus schließt 218 Frieden mit Artabanos IV.
- 224/26: Das Sassanidenreich entsteht, Sturz der Arsakiden im Partherreich.